# Sołectwo
Uma sołectwo [sɔˈwɛt͡stfɔ]ⓘ (polonês plural sołectwa) é uma unidade administrativa na Polônia, uma subdivisão de uma gmina (embora apenas aos povoados são atribuídas as sołectwa). Na maioria dos casos, ela consiste de um povoado, mas, por vezes grandes povoados podem ser divididos em várias sołectwa, enquanto que, em outros casos, uma sołectwo pode consistir de vários povoados ou aldeias.
O chefe eleito de uma sołectwo é chamado de sołtys. Nos povoados poloneses a casa do atual titular do cargo é geralmente marcada com uma placa vermelha ostentando a palavra SOŁTYS. O sołtys pode ser auxiliado por um conselho eleito da sołectwo (rada sołecka).